# Ròcamador
|  | Per a altres significats, vegeu «Rocamadour (formatge)». |

Ròcamador (nom occità; el nom oficial francès és Rocamadour) és un municipi de França, situat al departament de l'Òlt i a la regió d'Occitània. Forma part d'una vall oberta a la muntanya calcària del Causse de Gramat pel riu Alzou. El seu nom ve de les relíquies d'Amador; el seu cos fou descobert intacte al cor del santuari marià el 1166. El 1999 tenia 631 habitants. La ciutat dona el seu nom al formatge amb denominació d'origen des del 1996, el qual s'elabora amb llet d'un cert tipus de cabra petita. Forma part del camí de Sant Jaume. La realitat històrica d'Amador sembla inexistent i el topònim original de Ròcamador podria haver estat Ròca Major.
Aquest poble ha merescut l'atenció d'artistes i arqueòlegs; però la seva reputació prové especialment del seu cèlebre santuari de la Verge Negra, que durant segles ha atret pelegrins de tots els països, entre ells reis, bisbes i nobles. Reis com Lluís IX de França, Enric II d'Anglaterra i Alfons III de Portugal, o predicadors com sant Domènec, Ramon Llull, o sant Antoni de Pàdua, mariners com Jacques Cartier o el trobador compositor Francis Poulenc, desconeguts o famosos, molts han pujat la gran escala.

## Història

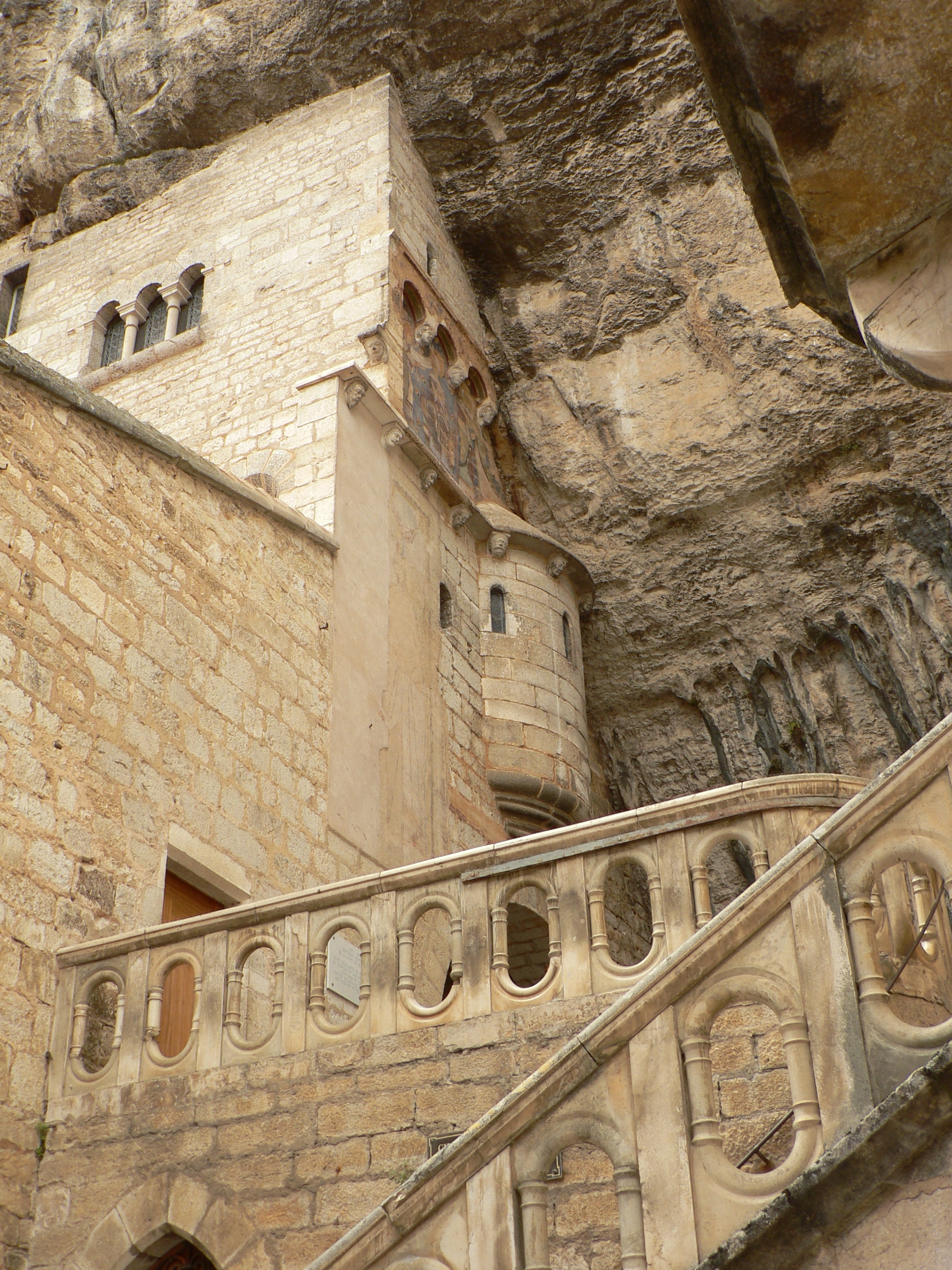
Detall del santuari

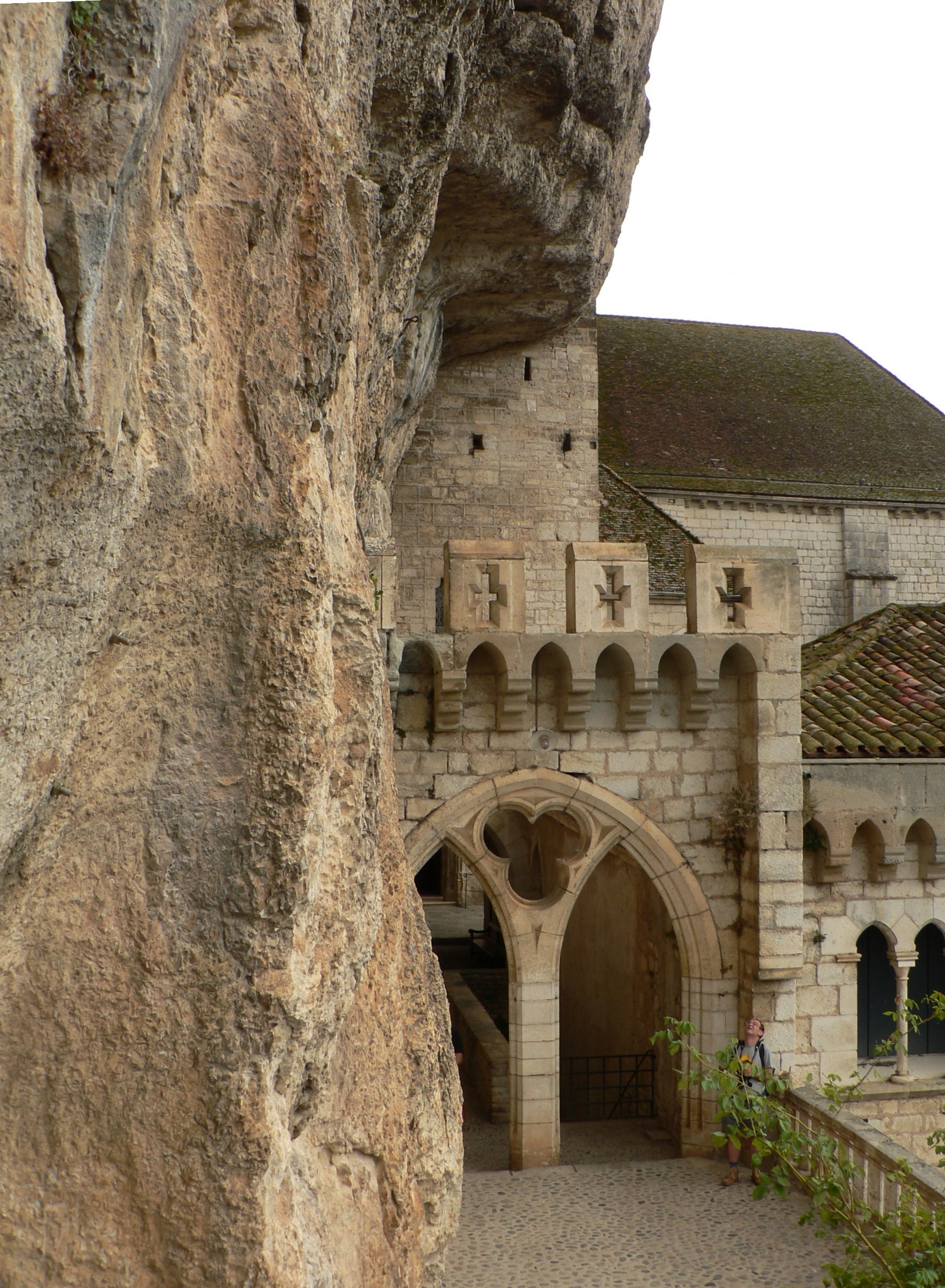
Detall del santuari

Ròcamador té un pelegrinatge molt antic a la Verge Maria sota l'aparença d'una Verge negra amb el cos cobert de plata, com la marededeu de la Dorada a Tolosa de Llenguadoc.
La prova final d'aquest pelegrinatge consistia a pujar de genolls les 216 escales que condueixen a la ciutat religiosa (que comprèn set esglésies, més dotze que les restauracions del segle xix no pogueren aixecar). Finalment, arribats dins dels santuaris després d'aquesta ascensió, els pelegrins deixaven en exvot diversos objectes. Els més coneguts continuen sent els ferros de condemnats alliberats de les seves cadenes, els vaixells de mariners salvats i agraïts, o les plaques de marbre gravades i enganxades al mur de la capella als segles xix i xx.
Pelegrinatge d'abast europeu com ho testifica el Llibre dels miracles del segle xii, va perdre notorietat després del pas iconoclasta de mercenaris protestants el 1562. Sota la revolució va ser saquejat una vegada més. Al segle xix el santuari va ser completament restaurat, ja que estava en ruïnes.
A part de les relíquies del cos d'Amador, l'èxit de l'indret va venir dels miracles de la Verge negra. Una campana miraculosa assenyalava, amb la seva dringadissa, el salvament dels mariners a la mar. Aquest reconeixement del món mariner ha fet que la marededeu de Ròcamador hagi estat venerada en capelles de llocs tan allunyats com el Finisterre o el Quebec.
L'Església va fomentar igualment aquest pelegrinatge per l'adjudicació a perpetuïtat d'indulgències plenàries a les persones que rebien els sagraments de la penitència i de la comunió a Ròcamador. Les més cèlebres són les dels grans perdons del dia 24 de juny, Sant Joan Baptista.

## Demografia
| 1962                                       | 1968 | 1975 | 1982 | 1990 | 1999 | 2006 |
| ------------------------------------------ | ---- | ---- | ---- | ---- | ---- | ---- |
| 590                                        | 625  | 599  | 627  | 627  | 614  | 630  |
| Des de 1962: població sense dobles comptes |      |      |      |      |      |      |

## Administració
| Període   | Identitat       | Partit |
| --------- | --------------- | ------ |
| 2001-2008 | Annick Leymarie |        |
| 2008-     | Pascal Jallet   |        |

## Llocs d'interès

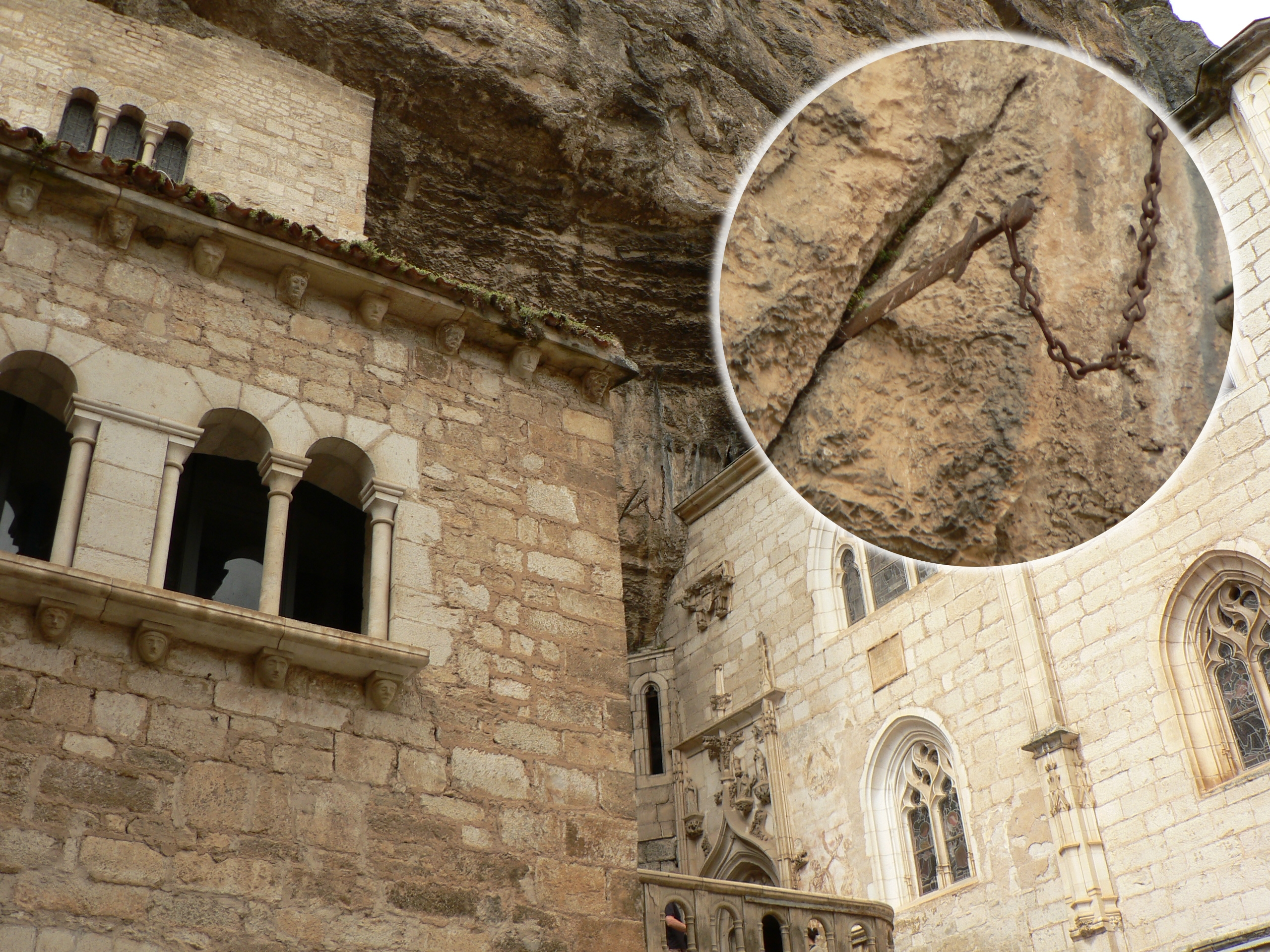
Detall de l'espasa Durandal

Els edificis de Ròcamador s'enfilen per la falda d'un penya-segat a la dreta del riu Alzou, que en aquest indret corre entre parets rocoses de 120 m d'alçada. Des de la part baixa del poble s'accedeix fins a les esglésies del capdamunt pujant diversos nivells i seguint un camí que passa per edificis que s'incrusten al penya-segat. El principal és l'església de Santa Maria (1479), on podem trobar la Verge negra, suposadament esculpida per sant Amador. L'església s'obre en una terrassa anomenada el Pla de Sant Miquel, on hi ha una espasa trencada que es diu que és un fragment de Durandal, la que duia l'heroi Rotllan. Les parets de l'interior de l'església del Salvador són cobertes de pintures i inscripcions que recorden els pelegrinatges de persones cèlebres. L'església subterrània de Sant Amador (1166) s'estén per sota de la del Salvador i conté relíquies del sant. Al cim del penya-segat, roman el castell construït a l'edat mitjana per defensar els santuaris.